# Grotesktanz
Grotesktanz bezeichnet bis ins 19. Jahrhundert, als es noch eine klare Unterscheidung zwischen der volkstümlichen Pantomime und dem höfischen Ballett gab, bestimmte Formen des Charaktertanzes, insbesondere, wenn es sich um Adaptionen von Tanzformen exotischer Völker handelte, so charakterisierte Johann Gottfried Kiesewetter den „Indianertanz“ im Ballett von Spontinis Oper Fernand Cortez (1800) als Grotesktanz.
Namhafte Grotesktänzer dieser Epoche sind:
- Wilhelm Dornewaß (1819–1896)
- Carlo Taglioni (vor 1755–1835?)
- John Weaver (1673–1760)

Ab Anfang des 20. Jahrhunderts bezeichnete man populäre „Nummern“ in Singspielhalle, Varieté, Music Hall oder Vaudeville, die sich des Grotesken als Stilmittel bedienten, als Grotesktanz. Bekannt wurde in diesem Zusammenhang die Tänzerin Valeska Gert mit ihren Grotesktänzen beziehungsweise -pantomimen. Auch die Darbietungen von Josephine Baker wurden als Grotesktanz charakterisiert.
Diese Zuordnungen wurden aber auch kritisiert. So schrieb Frank-Manuel Peter über Valeska Gert:

„Die Einordnung als Grotesktänzerin […] ist völlig unzureichend. […] Im Berlin der 20er Jahre gilt aber beispielsweise auch ein ›Niggertanz‹ als grotesk, was in diesem Fall das Fremde, Wilde, Anormale bezeichnet,
weswegen solch eine Groteske auch gern von deutschen Tänzern in Verkleidungen aufgeführt wird.“

Die Terminologie war jedenfalls nicht sicher. Valeska Gert erinnert sich, dass man ihre Tänze und Pantomimen je nach Geschmack als „bizarr, grotesk, tragisch, komisch, lasterhaft, klassisch, gotisch, barock, expressionistisch, surrealistisch“ bezeichnet hat. Die Klassifikation als „surrealistisch“ rief in Paris allerdings André Breton und seine Gesellen auf den Plan, die einen dortigen Auftritt von Gert massiv störten.
Aus diesem Grund wurden entsprechende Darbietungen je nach Kontext auch als Exzentriktanz oder Burlesque bezeichnet, je nachdem, ob zum Beispiel der künstlerische Anspruch oder der komische Charakter im Vordergrund stand, oder ob die Aufführung auf eine „ernsthaften“ Bühne oder in einem Vaudeville oder Cabaret stattfand.
Weitere bekannte Grotesktänzerinnen sind:
- Valeska Gert (1892–1978)
- Gertrud Leistikow (1885–1948)
- Julia Marcus (1905–2002)